# Colin Duncan
Colin John Duncan (sinh ngày 5 tháng 8 năm 1957) là một cựu cầu thủ bóng đá người Anh thi đấu cho Reading, Oxford United, Gillingham và Aldershot trong sự nghiệp 12 năm.